# قشلاق أوتش علي سواد (مقاطعة بيله سوار)
قشلاق أوتش علي سواد (بالفارسية: قشلاق اوچ علی سواد) هي منطقة سكنية تقع في إيران في أردبيل. يقدر عدد سكانها بـ 28 نسمة .